# Agyra
Agyra is een vlindergeslacht uit de onderfamilie Catocalinae van de familie van de spinneruilen (Erebidae).

## Soorten
- A. marchandi Guenée, 1852